# Copa FIFA Confederaciones 2005
La Copa FIFA Confederaciones 2005 fue la séptima edición de la Copa FIFA Confederaciones, realizada entre el 15 y el 29 de junio de 2005, en Alemania. Este torneo fue considerado como el ensayo general de la Copa Mundial de Fútbol de 2006, que se realizó en el mismo país. 
El campeón fue la Selección de Brasil que goleó en la final, disputada en el Waldstadion de Fráncfort, a su similar de Argentina por 4-1, adjudicándose el torneo por segunda vez en su historia.

## Organización

### Sedes
Las sedes de este torneo fueron:
| Hannover              | Hannover Leipzig Colonia Nuremberg Frankfurt | Leipzig           |
| FIFA Stadion Hannover | Hannover Leipzig Colonia Nuremberg Frankfurt | Zentralstadion    |
| Capacidad: 44.700     | Hannover Leipzig Colonia Nuremberg Frankfurt | Capacidad: 44.400 |
|                       | Hannover Leipzig Colonia Nuremberg Frankfurt |                   |
| Colonia               | Fráncfort                                    | Núremberg         |
| FIFA Stadion Köln     | Waldstadion                                  | Frankenstadion    |
| Capacidad: 40.600     | Capacidad: 43.400                            | Capacidad: 42.200 |
|                       |                                              |                   |

### Árbitros

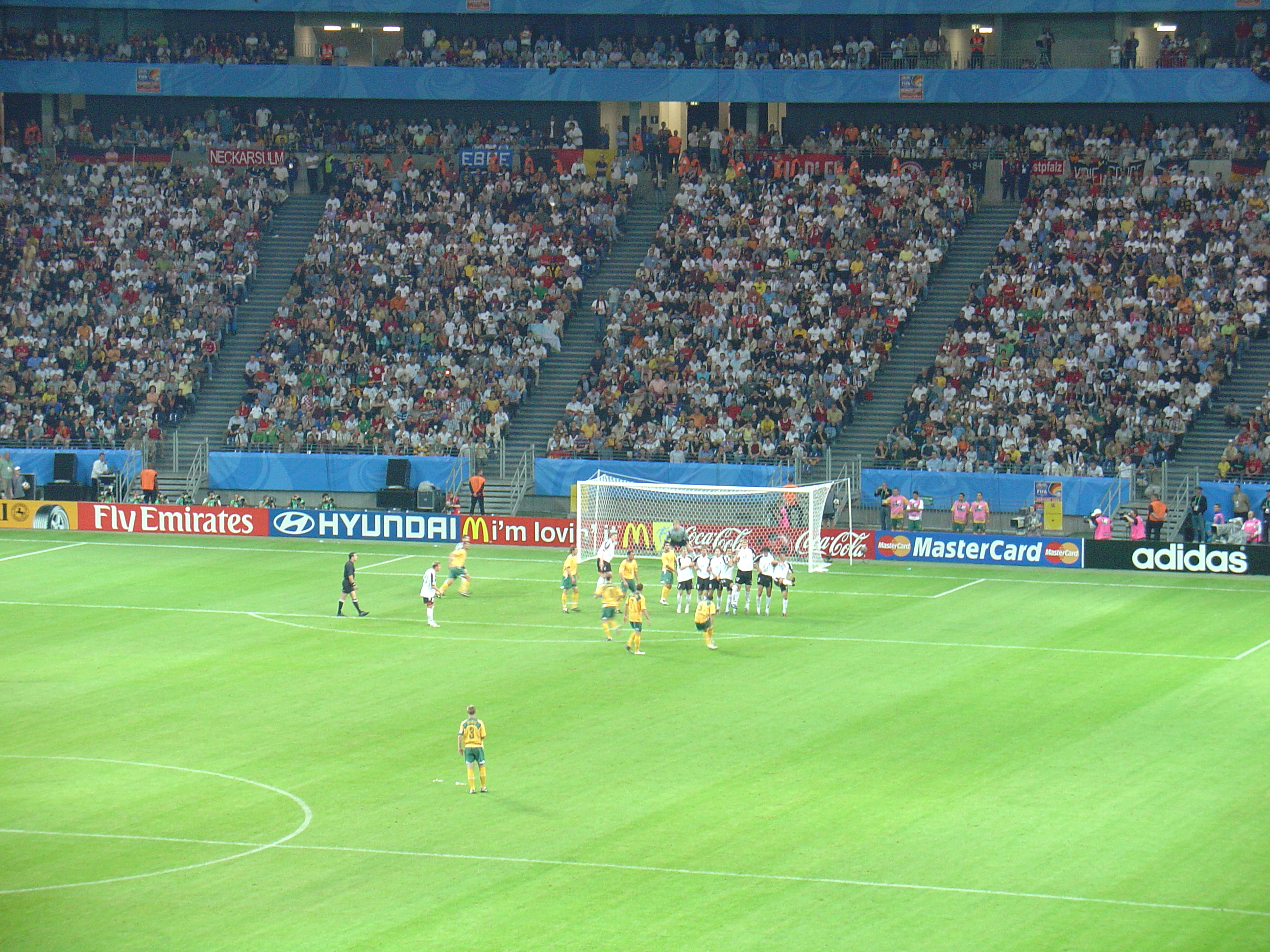
Partido entre Alemania y Australia, en el Waldstadion de Fráncfort.

| Confederación | Árbitro           | Asistentes                             |
| ------------- | ----------------- | -------------------------------------- |
| AFC           | Shamsul Maidin    | Prachya Permpanich Bengech Allaberdyev |
| CAF           | Mourad Daami      | Taoufik Adjengui Ali Tomusange         |
| CONCACAF      | Peter Prendergast | Anthony Garwood Joseph Taylor          |
| CONMEBOL      | Carlos Chandía    | Cristian Julio Mario Vargas            |
| CONMEBOL      | Carlos Amarilla   | Amelio Andino Manuel Bernal            |
| OFC           | Matthew Breeze    | Matthew Cream Jim Ouliaris             |
| UEFA          | Herbert Fandel    | Carsten Kadach Volker Wezel            |
| UEFA          | Roberto Rosetti   | Alessandro Griselli Cristiano Copelli  |
| UEFA          | Ľuboš Micheľ      | Roman Slyško Martin Balko              |

## Equipos participantes

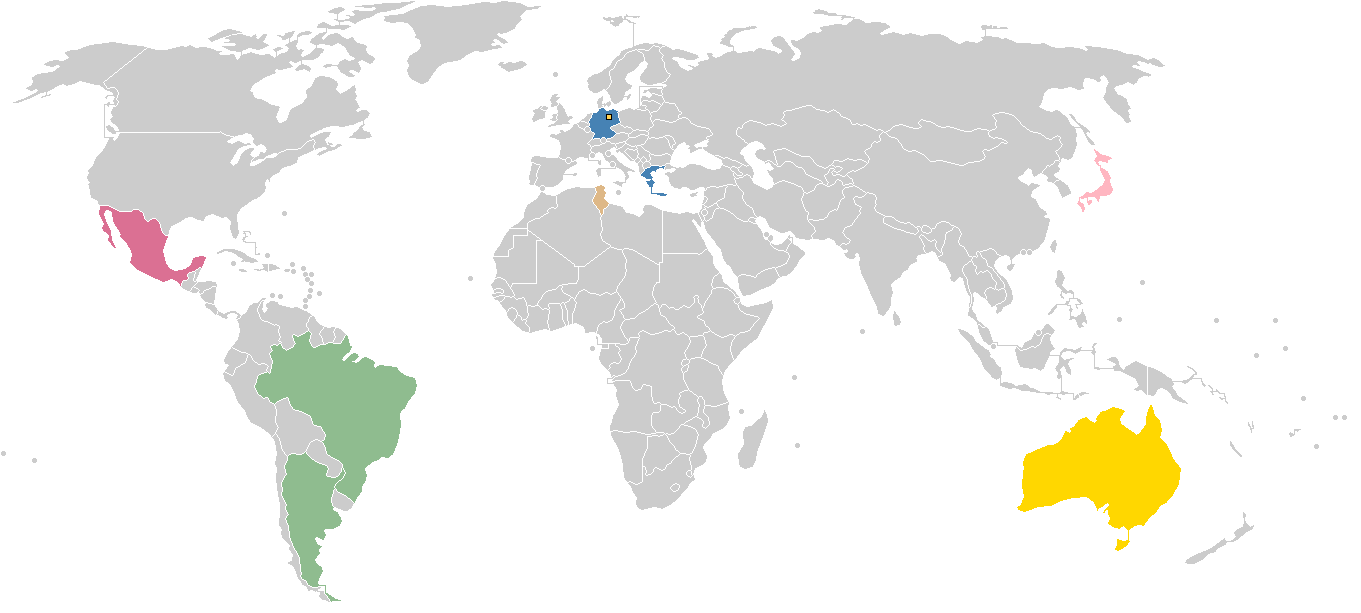
Equipos participantes de la Copa FIFA Confederaciones 2005.

Los ocho participantes de este torneo son oficialmente invitados por la FIFA. Estos corresponden a los anfitriones, los actuales campeones de la Copa del Mundo y los seis titulares de los campeonatos de las confederaciones de la FIFA.
Los ocho participantes de este torneo son invitados oficialmente por la FIFA. Estos corresponden, en general, a los campeones de los diversos torneos continentales y del Mundial, así como también al seleccionado del país anfitrión. En esta edición Argentina participó siendo subcampeón de América, ya que Brasil era el campeón del Mundial y de la Copa América, y aunque se sugería dar la plaza al subcampeón mundial, este era Alemania, quien ya ocupaba plaza de anfitrión, por lo que quedaba una plaza libre.
| Confederación                            | Equipo    | Vía de clasificación                                                           |
| ---------------------------------------- | --------- | ------------------------------------------------------------------------------ |
| Anfitrión                                | Alemania  | Organizador de la Copa Mundial de Fútbol de 2006                               |
| FIFA                                     | Brasil    | Campeón de la Copa Mundial de Fútbol de 2002 y campeón de la Copa América 2004 |
| Conmebol (Sudamérica)                    | Argentina | Subcampeón de la Copa América 2004                                             |
| UEFA (Europa)                            | Grecia    | Campeón de la Eurocopa 2004                                                    |
| Concacaf (Norte, Centroamérica y Caribe) | México    | Campeón de la Copa de Oro de la Concacaf 2003                                  |
| AFC (Asia)                               | Japón     | Campeón de la Copa Asiática 2004                                               |
| CAF (África)                             | Túnez     | Campeón de la Copa Africana de Naciones 2004                                   |
| OFC (Oceanía)                            | Australia | Campeón de la Copa de las Naciones de la OFC 2004                              |

### Sorteo
| Bombo 1                                                                                         | Bombo 2                                                    | Bombo 3                      |
| ----------------------------------------------------------------------------------------------- | ---------------------------------------------------------- | ---------------------------- |
| Alemania (anfitrión, asignado al Gpo. A) Brasil (campeón del mundo vigente, asignado al Gpo. B) | Argentina (asignado al Gpo. A) Grecia (asignado al Gpo. B) | Japón Túnez Australia México |

## Resultados
- Los horarios corresponden a la hora de Alemania (CEST; UTC+2)

### Primera fase

#### Grupo A

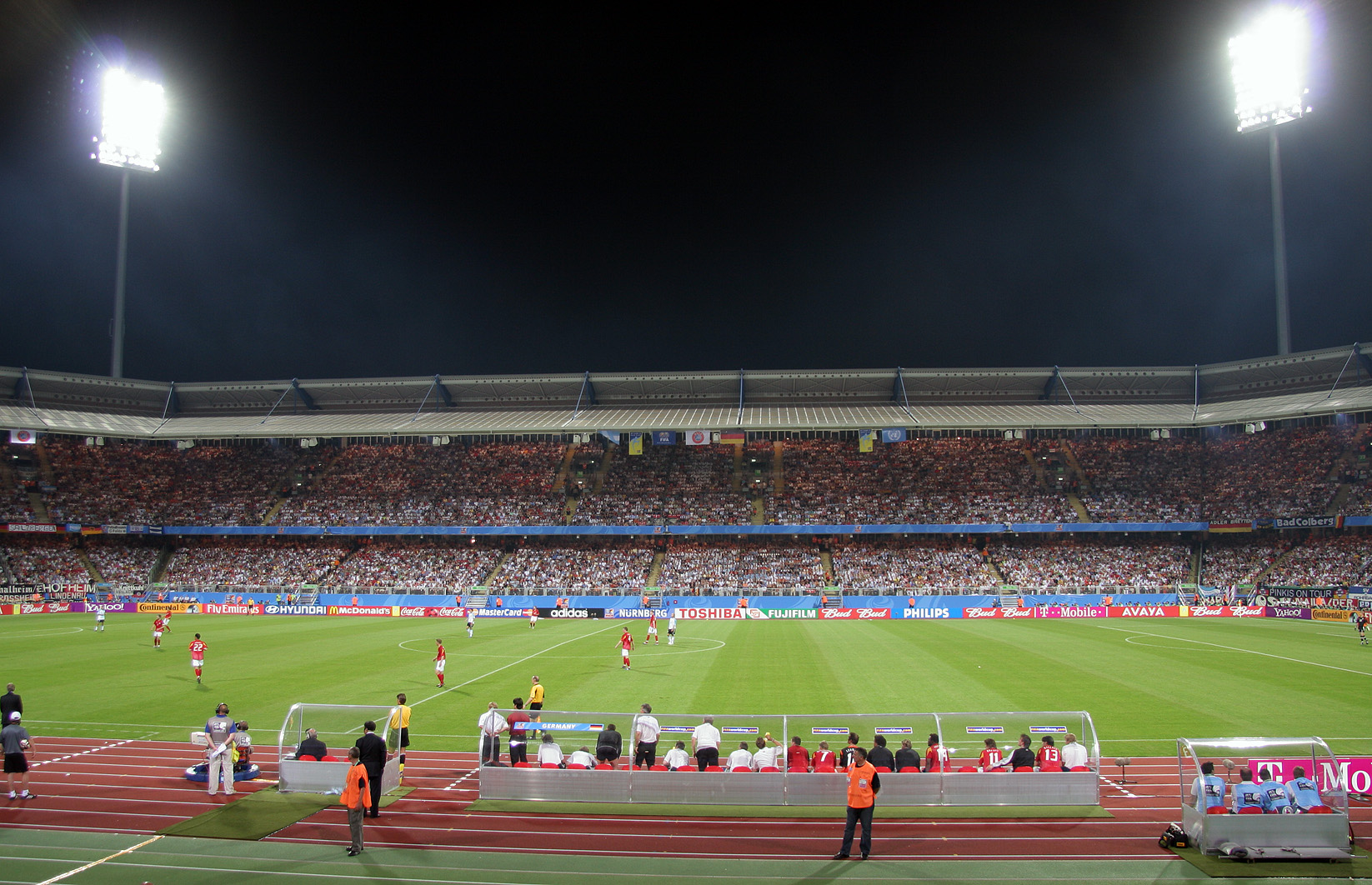
Partido entre Argentina y Alemania.

| Equipo    | Pts | PJ | PG | PE | PP | GF | GC | Dif |
| --------- | --- | -- | -- | -- | -- | -- | -- | --- |
| Alemania  | 7   | 3  | 2  | 1  | 0  | 9  | 5  | 4   |
| Argentina | 7   | 3  | 2  | 1  | 0  | 8  | 5  | 3   |
| Túnez     | 3   | 3  | 1  | 0  | 2  | 3  | 5  | -2  |
| Australia | 0   | 3  | 0  | 0  | 3  | 5  | 10 | -5  |

| 15 de junio de 2005, 18:00 | Argentina                         | 2:1 (1:0) | Túnez                | RheinEnergieStadion, Colonia                                |                                                             |
|                            | Riquelme 33' (pen.) · Saviola 57' | Reporte   | Guemamdia 72' (pen.) | Asistencia: 28 033 espectadores Árbitro(s): Roberto Rosetti | Asistencia: 28 033 espectadores Árbitro(s): Roberto Rosetti |

| 15 de junio de 2005, 21:00 | Alemania                                                          | 4:3 (2:2) | Australia                     | Waldstadion, Fráncfort                                      |                                                             |
|                            | Kurányi 17' · Mertesacker 23' · Ballack 60' (pen.) · Podolski 88' | Reporte   | Skoko 21' · Aloisi 31', 90+2' | Asistencia: 46 466 espectadores Árbitro(s): Carlos Amarilla | Asistencia: 46 466 espectadores Árbitro(s): Carlos Amarilla |

| 18 de junio de 2005, 18:00 | Túnez | 0:3 (0:0) | Alemania                                            | RheinEnergieStadion, Colonia                                  |                                                               |
|                            |       | Reporte   | Ballack 74' (pen.) · Schweinsteiger 80' · Hanke 88' | Asistencia: 44 377 espectadores Árbitro(s): Peter Prendergast | Asistencia: 44 377 espectadores Árbitro(s): Peter Prendergast |

| 18 de junio de 2005, 20:45 | Australia              | 2:4 (0:2) | Argentina                                    | Frankenstadion, Núremberg                                  |                                                            |
|                            | Aloisi 61' (pen.), 70' | Reporte   | Figueroa 12', 53', 89' · Riquelme 31' (pen.) | Asistencia: 25 618 espectadores Árbitro(s): Shamsul Maidin | Asistencia: 25 618 espectadores Árbitro(s): Shamsul Maidin |

| 21 de junio de 2005, 20:45 | Túnez           | 2:0 (1:0) | Australia | Zentralstadion, Leipzig                                    |                                                            |
|                            | Santos 26', 70' | Reporte   |           | Asistencia: 23 952 espectadores Árbitro(s): Carlos Chandía | Asistencia: 23 952 espectadores Árbitro(s): Carlos Chandía |

| 21 de junio de 2005, 20:45 | Argentina                    | 2:2 (1:1) | Alemania                  | Frankenstadion, Núremberg                                |                                                          |
|                            | Riquelme 33' · Cambiasso 74' | Reporte   | Kurányi 29' · Asamoah 51' | Asistencia: 42 088 espectadores Árbitro(s): Lubos Michel | Asistencia: 42 088 espectadores Árbitro(s): Lubos Michel |

#### Grupo B
| Equipo | Pts | PJ | PG | PE | PP | GF | GC | Dif |
| ------ | --- | -- | -- | -- | -- | -- | -- | --- |
| México | 7   | 3  | 2  | 1  | 0  | 3  | 1  | 2   |
| Brasil | 4   | 3  | 1  | 1  | 1  | 5  | 3  | 2   |
| Japón  | 4   | 3  | 1  | 1  | 1  | 4  | 4  | 0   |
| Grecia | 1   | 3  | 0  | 1  | 2  | 0  | 4  | -4  |

| 16 de junio de 2005, 18:00 | Japón          | 1:2 (1:1) | México                  | FIFA WM-Stadion Hannover, Hanóver                          |                                                            |
|                            | Yanagisawa 12' | Reporte   | Sinha 39' · Fonseca 64' | Asistencia: 24 036 espectadores Árbitro(s): Matthew Breeze | Asistencia: 24 036 espectadores Árbitro(s): Matthew Breeze |

| 16 de junio de 2005, 21:00 | Brasil                                               | 3:0 (1:0) | Grecia | Zentralstadion, Leipzig                                  |                                                          |
|                            | Adriano 41' · Robinho 46' · Juninho Pernambucano 81' | Reporte   |        | Asistencia: 42 507 espectadores Árbitro(s): Lubos Michel | Asistencia: 42 507 espectadores Árbitro(s): Lubos Michel |

| 19 de junio de 2005, 19:00 | Grecia | 0:1 (0:0) | Japón     | Waldstadion, Fráncfort                                     |                                                            |
|                            |        | Reporte   | Oguro 76' | Asistencia: 34 314 espectadores Árbitro(s): Herbert Fandel | Asistencia: 34 314 espectadores Árbitro(s): Herbert Fandel |

| 19 de junio de 2005, 20:45 | México       | 1:0 (0:0) | Brasil | FIFA WM-Stadion Hannover, Hanóver                           |                                                             |
|                            | Borgetti 59' | Reporte   |        | Asistencia: 43 677 espectadores Árbitro(s): Roberto Rosetti | Asistencia: 43 677 espectadores Árbitro(s): Roberto Rosetti |

| 22 de junio de 2005, 20:45 | Grecia | 0:0     | México | Waldstadion, Fráncfort                                      |                                                             |
|                            |        | Reporte |        | Asistencia: 31 285 espectadores Árbitro(s): Carlos Amarilla | Asistencia: 31 285 espectadores Árbitro(s): Carlos Amarilla |

| 22 de junio de 2005, 20:45 | Japón                    | 2:2 (1:2) | Brasil                       | RheinEnergieStadion, Colonia                             |                                                          |
|                            | Nakamura 27' · Oguro 88' | Reporte   | Robinho 10' · Ronaldinho 32' | Asistencia: 44 922 espectadores Árbitro(s): Mourad Daami | Asistencia: 44 922 espectadores Árbitro(s): Mourad Daami |

### Segunda fase
|  | Semifinales             | Semifinales |                              |       | Final | Final |
|  |                         |             |                              |       |       |       |
|  | 25 de junio – Núremberg |             |                              |       |       |       |
|  |                         |             |                              |       |       |       |
|  | Alemania                | 2           |                              |       |       |       |
|  | Alemania                | 2           | 29 de junio – Fráncfort      |       |       |       |
|  | Brasil                  | 3           |                              |       |       |       |
|  | Brasil                  | 3           | Brasil                       | 4     |       |       |
|  | 26 de junio – Hanóver   |             | Brasil                       | 4     |       |       |
|  |                         | Argentina   | 1                            |       |       |       |
|  | México                  | Argentina   | 1                            | 1 (5) |       |       |
|  | México                  |             |                              | 1 (5) |       |       |
|  | Argentina (p.)          | 1 (6)       |                              |       |       |       |
|  | Argentina (p.)          | 1 (6)       | Partido por el tercer puesto |       |       |       |
|  |                         |             |                              |       |       |       |
|  | 29 de junio – Leipzig   |             |                              |       |       |       |
|  |                         |             |                              |       |       |       |
|  | Alemania (t.s.)         | 4           |                              |       |       |       |
|  | Alemania (t.s.)         | 4           |                              |       |       |       |
|  | México                  | 3           |                              |       |       |       |

#### Semifinales
| 25 de junio de 2005, 18:00 | Alemania                            | 2:3 (2:2) | Brasil                                   | Frankenstadion, Núremberg                                  |                                                            |
|                            | Podolski 22' · Ballack 45+3' (pen.) | Reporte   | Adriano 21', 76' · Ronaldinho 43' (pen.) | Asistencia: 42 187 espectadores Árbitro(s): Carlos Chandía | Asistencia: 42 187 espectadores Árbitro(s): Carlos Chandía |

| 26 de junio de 2005, 18:00 | México                                               | 1:1 (0:0, 0:0) (t. s.)(5:6 p.) | Argentina                                                   | FIFA WM-Stadion Hannover, Hanóver                           |                                                             |
|                            | Salcido 104'                                         | Reporte                        | Figueroa 110'                                               | Asistencia: 40 718 espectadores Árbitro(s): Roberto Rosetti | Asistencia: 40 718 espectadores Árbitro(s): Roberto Rosetti |
|                            |                                                      | Tiros desde el punto penal     |                                                             |                                                             |                                                             |
|                            | Pérez · Pardo · Borgetti · Salcido · Pineda · Osorio |                                | Riquelme · Rodríguez · Aimar · Galletti · Sorín · Cambiasso |                                                             |                                                             |

#### Tercer lugar
| 29 de junio de 2005, 17:45 | Alemania                                                   | 4:3 (3:3, 2:1) (t. s.) | México                          | Zentralstadion, Leipzig                                    |                                                            |
|                            | Podolski 37' · Schweinsteiger 41' · Huth 79' · Ballack 97' | Reporte                | Fonseca 40' · Borgetti 58', 85' | Asistencia: 43 335 espectadores Árbitro(s): Matthew Breeze | Asistencia: 43 335 espectadores Árbitro(s): Matthew Breeze |

#### Final
| 29 de junio de 2005, 20:45 | Brasil                                       | 4:1 (2:0) | Argentina | Waldstadion, Fráncfort                                   |                                                          |
|                            | Adriano 10', 62' · Kaká 15' · Ronaldinho 46' | Reporte   | Aimar 64' | Asistencia: 45 591 espectadores Árbitro(s): Lubos Michel | Asistencia: 45 591 espectadores Árbitro(s): Lubos Michel |

|                           |
| Bandera de Brasil         |
| Campeón Brasil 2.º título |

## Estadísticas

### Tabla general
A continuación se muestra la tabla de posiciones segmentada acorde a las fases alcanzadas por los equipos 
| Pos. | Selección | Gr. | Pts. | PJ | PG | PE | PP | GF | GC | Dif | Rend.  |
| ---- | --------- | --- | ---- | -- | -- | -- | -- | -- | -- | --- | ------ |
| 1    | Brasil    | B   | 10   | 5  | 3  | 1  | 1  | 12 | 6  | 6   | 66.67% |
| 2    | Argentina | A   | 8    | 5  | 2  | 2  | 1  | 10 | 10 | 0   | 53.33% |
| 3    | Alemania  | A   | 10   | 5  | 3  | 1  | 1  | 15 | 11 | 4   | 66.67% |
| 4    | México    | B   | 8    | 5  | 2  | 2  | 1  | 7  | 6  | 1   | 53.33% |
| 5    | Japón     | B   | 4    | 3  | 1  | 1  | 1  | 4  | 4  | 0   | 44.44% |
| 6    | Túnez     | A   | 3    | 3  | 1  | 0  | 2  | 3  | 5  | -2  | 33.33% |
| 7    | Grecia    | B   | 1    | 3  | 0  | 1  | 2  | 0  | 4  | -4  | 11.11% |
| 8    | Australia | A   | 0    | 3  | 0  | 0  | 3  | 5  | 10 | -5  | 0%     |

### Goleadores
| Jugador             | Selección | Goles |
| ------------------- | --------- | ----- |
| Adriano             | Brasil    | 5     |
| Michael Ballack     | Alemania  | 4     |
| John Aloisi         | Australia | 4     |
| Luciano Figueroa    | Argentina | 4     |
| Juan Román Riquelme | Argentina | 3     |
| Lukas Podolski      | Alemania  | 3     |
| Ronaldinho          | Brasil    | 3     |
| Jared Borgetti      | México    | 3     |

## Premios

### Balón de Oro
El balón de Oro Adidas fue entregado al mejor jugador del torneo.
| Jugador             | Selección |
| ------------------- | --------- |
| Adriano             | Brasil    |
| Juan Román Riquelme | Argentina |
| Ronaldinho          | Brasil    |